# Lululemon Athletica
 (janvier 2019).
Lululemon Athletica, ou plus simplement Lululemon, est une entreprise canadienne fondée en 1998 par Chip Wilson.
Elle est spécialisée dans l'habillement sportif, particulièrement ceux destinés à la pratique du yoga. Lululemon utilise principalement des textiles techniques.
Le groupe est coté simultanément à la bourse de Toronto et à la bourse de New York.
Son siège se trouve à Vancouver, au Canada.

## Histoire
L'entreprise est fondée en 1998. Son fondateur Chip Wilson a notamment remarqué que les pantalons utilisés pour le yoga souffrent alors souvent de problèmes de transparence dans certaines positions. Il souhaite également que les femmes puissent disposer de vêtements ajustés et non plus simplement de T-shirt trop grands pour leurs exercices. La première boutique s'est ouverte en 2000. Wilson remarque rapidement que la clientèle est prête à payer beaucoup pour ce type de produit à la fois technique et à la mode. L'entreprise s'organise en plusieurs gammes pour la vente de ses produits :
- des articles originaux attirent les clients, mais sont vendus en l'espace de quelques semaines, ce qui attise d'autant leur convoitise ;
- des produits de saison forment le milieu de la pyramide ;
- les produits basiques, comme les pantalons ou les tapis de sol, constituent la base des ventes[4],[5].

En 2005, alors que le chiffre d'affaires approche les 100 millions de dollars US, Robert Meers, ancien directeur chez Reebok, arrive à la tête de la société en même temps que de nouveaux investisseurs.
En octobre 2006, Lululemon annonce la création de la coentreprise Lululemon Japan avec la société japonaise Descente. Trois magasins doivent ouvrir sur l'archipel la première année. Vingt doivent suivre à l'horizon 2010. Toutefois, à la mi-2008, Lululemon décide de se retirer du Japon, Robert Meers explique que les quatre magasins japonais, qui représentent alors 1,5 % du chiffre d'affaires, ont demandé une gestion disproportionnée. Il préfère concentrer l'attention du groupe sur l'Amérique du Nord.
En janvier 2008, Christine M. Day devient Directrice générale de la société après le départ de Robert Meers. En janvier 2012, Wilson décide de se retirer de ses fonctions de direction, tout en gardant la présidence de la société.
La croissance de l'entreprise ayant été rapide, celle de ses infrastructures n'a pas toujours suivi. Ainsi d'après les informations récoltées par CNN, le back office était en 2010 encore sous-développé : de nombreuses opérations étaient réalisées avec le logiciel de bureautique grand public Microsoft Excel, les superviseurs de produits n'étaient pas assez nombreux, les délais n'étaient pas toujours respectés. Cela a conduit à des problèmes de qualité en 2013 qui ont eu raison de la directrice d'alors.
En juin 2013, à la suite d'un problème de qualité sur un des produits, qui était trop transparent, Christine M. Day annonce sa démission. Denis Wilson qui tente de défendre ses produits déclare à la télévision que « le corps de certaines femmes ne vont tout simplement pas ». Cette remarque déplacée provoque sa démission de son poste de président du conseil d'administration en décembre de la même année. Michael Casey prend sa place, tandis que Laurent Potdevin prend la direction générale.
En juin 2020, Lululemon annonce l'acquisition de Mirror, une start-up spécialisée dans les écrans interactifs dédiés au fitness, pour 500 millions de dollars.
En 2021, Lululemon devient le nouvel habilleur officiel d'Équipe Canada en signant un contrat avec elle jusqu'en 2028.

## Description
Le logo a été choisi à la suite d'un sondage marketing. L'emblème est un "A" stylisé d'après la marque qui représente la première lettre de athletically hip qui n'a pas réussi à être le nom de la compagnie.
L'entreprise vend des textiles techniques, innovants, adaptés à la pratique du yoga ou de la course à pied, ainsi que des accessoires liés : par exemple des tapis de sol ou des sac à dos. Les vêtements permettent les étirements[source insuffisante],[source insuffisante]. Fin 2009, Lululemon a ouvert une filiale destinée aux filles entre 6 et 12 ans nommée Ivivva.
Lululemon ne possède aucune usine. 60 % de ses produits provenaient en 2013 de cinq sous-traitants. 54 % des produits étaient fabriqués en Asie du Sud/Sud-Est, 34 % en Chine et 3 % d'Amérique du Nord. L'entreprise utilise des auditeurs pour vérifier la conformité des sous-traitants avec les lois en vigueur. Les coûts d'achats des produits représentaient entre 2011 et 2013 de 43,1 à 44,5 % du prix de vente final. La marge opérationnelle se situe sur la même période entre 25,8 et 28,9 %.
L'entreprise est partenaire de l'équipe féminine cycliste Specialized-Lululemon depuis 2012.

## Employés et magasins

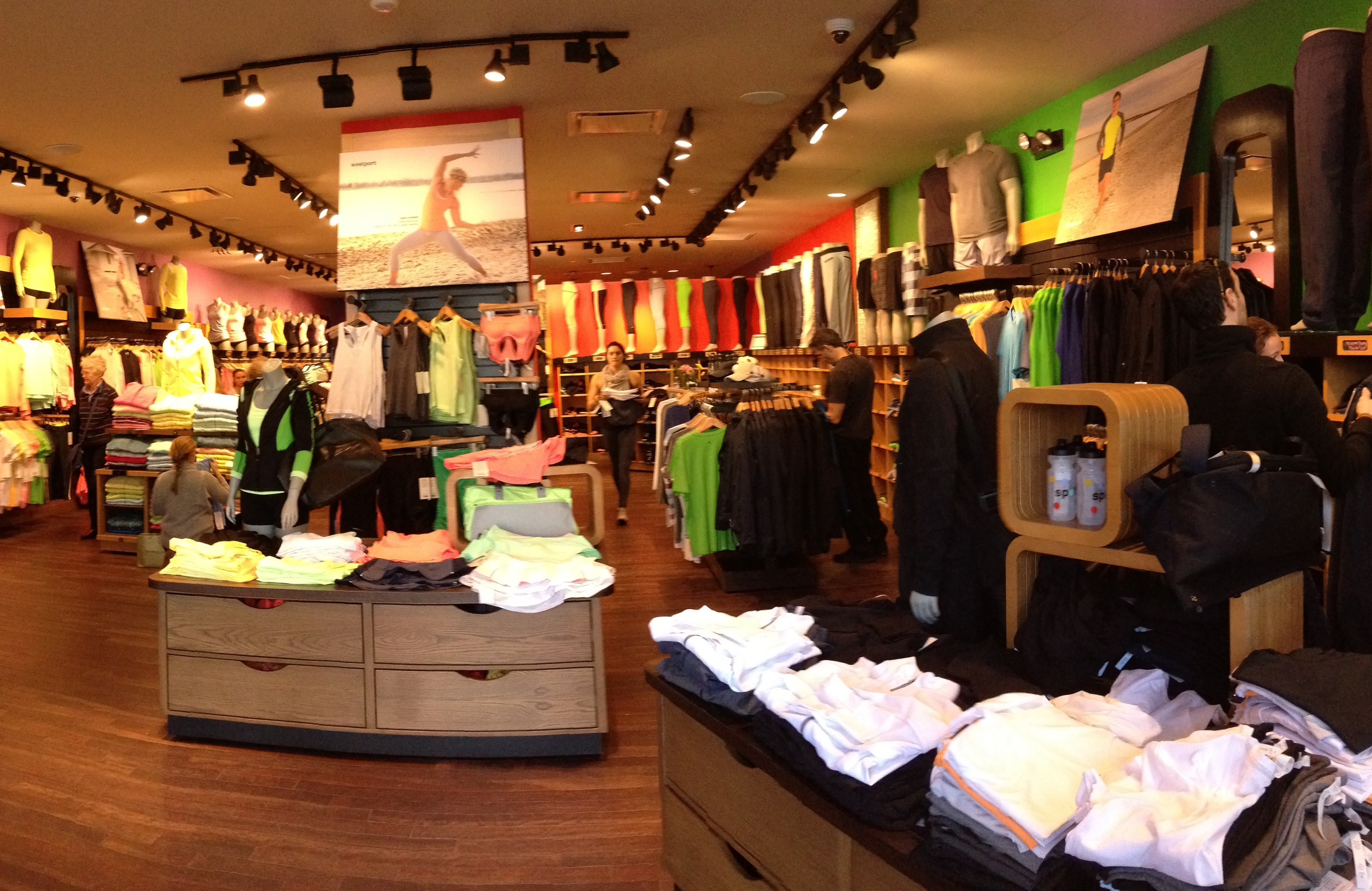
Magasin à Westport

Les magasins de la marque sont situés dans des rues ou des centres sportifs dynamiques, proches de leur clientèle cible. Début 2013, il y avait 211 magasins franchisés : 151 aux États-Unis, dont 24 en Californie, 10 au Texas et 9 dans l'État de New York, 51 au Canada, 23 en Australie et 2 en Nouvelle-Zélande. Par ailleurs, Lululemon a réalisé 14 % de ses ventes via internet en 2013.
Début 2013, l'entreprise employait 6 383 personnes, dont 3 387 aux États-Unis et 2 545 au Canada. Aux États-Unis la quasi-totalité travaillent dans les magasins, alors qu'au Canada 162 travaillent dans la conception, le marketing et la production, 734 dans la vente et la gestion de l'entreprise.
Les employés dans les magasins reçoivent une formation prolongée afin de pouvoir conseiller au mieux les clients désireux d'acheter non seulement un produit, mais également un certain style de vie.

## Direction
En avril 2014, Michael Casey est président du Conseil d'administration. Laurent Potdevin est Directeur général. Le fondateur, Denis, dit "Chip", Wilson, détient en février 2013, 29 % des parts de Lululemon. Afin d'éviter de perdre le contrôle de sa société, il l'a placée sous l'autorité de l'État de Delaware, dont les règles sont restrictives pour le vote d'un nouveau directeur.
La société est cotée au NASDAQ depuis le 27 juillet 2007 sous le code LULU.

## Données financières
| Années fiscales (commençant le 1er février) | 2008 | 2009 | 2010 | 2011  | 2012  | 2020  |
| ------------------------------------------- | ---- | ---- | ---- | ----- | ----- | ----- |
| Chiffre d'affaires                          | 353  | 452  | 711  | 1 000 | 1 370 | 4 401 |
| Résultat net                                | 39   | 58   | 121  | 184   | 270   | 588   |
| fonds propres                               | 154  | 233  | 394  | 606   | 887   |       |
| Dettes                                      |      |      |      | 128   | 163   |       |